# Mirogod
Mirogod – staropolskie imię męskie, złożone z członów Miro- ("pokój, spokój, dobro") oraz -god ("robić coś w stosownym czasie, dopasowywać, czynić odpowiednim"). Mogło oznaczać "ten, który czyni pokój". Por. Godzimir, imię złożone z tych samych członów w odwrotnej kolejności.
Mirogod imieniny obchodzi 26 czerwca.